# Kabinett Garfield
James A. Garfield, der 1880 zum Präsidenten der Vereinigten Staaten gewählt wurde, absolvierte die zweitkürzeste Amtszeit in der US-Geschichte. 199 Tage nach seiner Vereidigung erlag er den Verletzungen, die ihm Charles J. Guiteau am 2. Juli 1881 bei einem Attentat in Washington zugefügt hatte.
In seiner kurzen Amtszeit nahm Garfield keine Änderungen an der Besetzung seines Kabinetts vor. Seine Nachfolge trat Vizepräsident Chester A. Arthur an.

## Mehrheit im Kongress
| Präsident                         | Präsident          | Kongress | Haus | Haus    | Senat | Senat | Gesamt | Gesamt             |
| --------------------------------- | ------------------ | -------- | ---- | ------- | ----- | ----- | ------ | ------------------ |
|                                   | James Garfield (R) | 47.      |      | 151/293 |       | 38/76 |        | Unified government |
| Quelle: Repräsentantenhaus, Senat |                    |          |      |         |       |       |        |                    |

## Das Kabinett
| Ressort / Amt                          | Amtsinhaber            | Partei | Partei           | Zeitraum | Bild |
| -------------------------------------- | ---------------------- | ------ | ---------------- | -------- | ---- |
| Präsident der Vereinigten Staaten      | James Abrams Garfield  |        | Republikaner (R) | 1881     |      |
| Vizepräsident der Vereinigten Staaten  | Chester Alan Arthur    |        | R                | 1881     |      |
| Ministerämter                          |                        |        |                  |          |      |
| Außenminister der Vereinigten Staaten  | James Gillespie Blaine |        | R                | 1881     |      |
| Finanzminister der Vereinigten Staaten | William Windom         |        | R                | 1881     |      |
| Kriegsminister der Vereinigten Staaten | Robert Todd Lincoln    |        | R                | 1881     |      |
| Marineminister der Vereinigten Staaten | William Henry Hunt     |        | R                | 1881     |      |
| Justizminister der Vereinigten Staaten | Isaac Wayne MacVeagh   |        | R                | 1881     |      |
| Postminister der Vereinigten Staaten   | Thomas Lemuel James    |        | R                | 1881     |      |
| Innenminister der Vereinigten Staaten  | Samuel Jordan Kirkwood |        | R                | 1881     |      |